# HD 55579
HD 55579，又名BD+24 1576，SAO 79191、HR 2722，是一颗恒星，视星等为6.89，位于銀經192.84，銀緯15.76，其B1900.0坐标为赤經7h 8m 20.4s，赤緯+24° 15.76′ 56″。